# 木之本警察署
木之本警察署（きのもとけいさつしょ）は、滋賀県警察が管轄する警察署の一つ。

## 所在地
- 滋賀県長浜市木之本町木之本1536

## 管轄区域
- 長浜市のうち、従前の伊香郡木之本町、高月町、余呉町、西浅井町の各区域

## 沿革
- 1954年（昭和29年）7月 - 警察法改正により市警察から滋賀県警察に統合となる。

## 警部交番
なし

## 交番
なし

## 駐在所
（ ）の中は所在地
- 高時警察官駐在所（長浜市木之本町川合124番地5）
- 高月警察官駐在所（長浜市高月町渡岸寺135番地1）
- 古保利警察官駐在所（長浜市高月町西柳野1番地）
- 永原警察官駐在所（長浜市西浅井町大浦812番地1）
- 中之郷警察官駐在所（長浜市余呉町中之郷929番地）
- 塩津警察官駐在所（長浜市西浅井町塩津浜849番地5）

## 水上派出所
なし

## 検問所
なし

## 隣接区域の警察署
滋賀県
- 長浜警察署
- 高島警察署

福井県
- 越前警察署
- 敦賀警察署

岐阜県
- 揖斐警察署

## 周辺
- 長浜市役所 木之本支所
- 長浜市立木之本小学校
- 長浜市立木之本中学校
- 滋賀県立伊香高等学校
- 木之本郵便局
- 木之本地蔵院